# Packard Clipper
Pour les articles homonymes, voir Packard et Clipper (homonymie).
La Packard Clipper est une voiture haut de gamme à moteur 8 cylindres, du constructeur automobile américain Packard (en activité de 1899 à 1958) déclinée en plusieurs séries, entre 1941 et 1942, puis 1946 à 1947, puis 1953 à 1957.

## Historique
Dans les années 1920 et années 1930 (les Roaring Twenties, et Années folles en France) Packard fait partie, avec Cadillac (de General Motors), Duesenberg, Pierce-Arrow, Cord Automobile, Graham-Paige, et Lincoln-Zephyr..., des constructeurs américains, qui commercialisent les automobiles les plus luxueuses et les plus chères du monde. À partir de 1929, Packard ne construit plus que des 8 cylindres (avec ses Packard Eight de 1924, et les Packard Super Eight de 1933...) avant de remettre à son catalogue sa gamme Packard Twin Six-Packard Twelve à moteur V12 entre 1932 et 1939. 

### Packard Clipper de 1941 à 1942
À la suite de la Grande Dépression et du Krach de 1929, Packard tente d'abaisser sa gamme 8 cylindres « grand luxe », avec une première série de Packard Clipper berline « haut de gamme », du designer californien Howard Darrin, inspirée du Style « paquebot » streamline Art déco en vogue de l'époque, et baptisée du nom des grands navires trois-mâts de légende maritime Clipper. Elles sont vendues avec succès à 16600 exemplaires, au tarif de base de 1420 dollars (compris entre les Packard Eight 120, et Packard Super Eight 160).

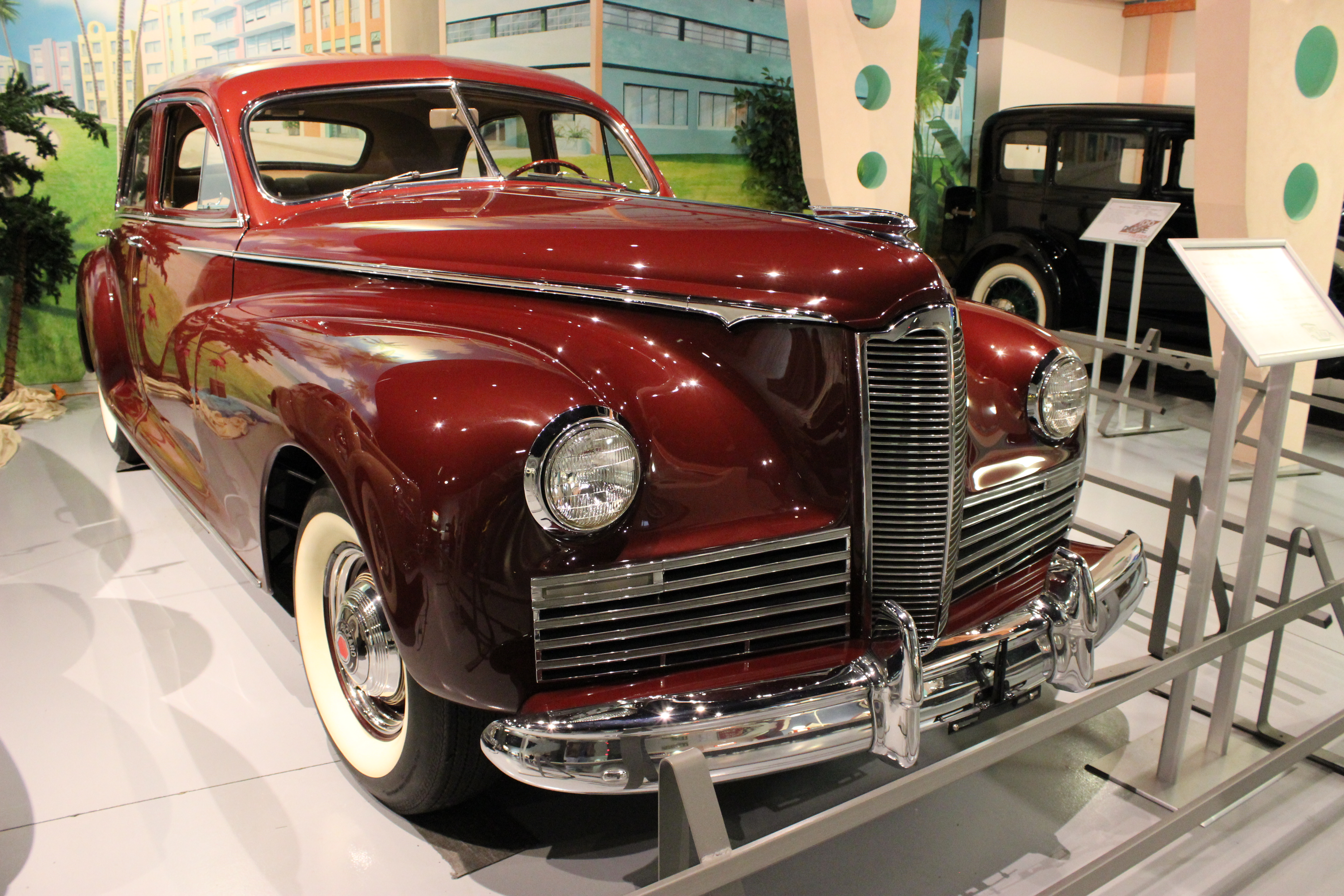
Packard Clipper berline (1941)
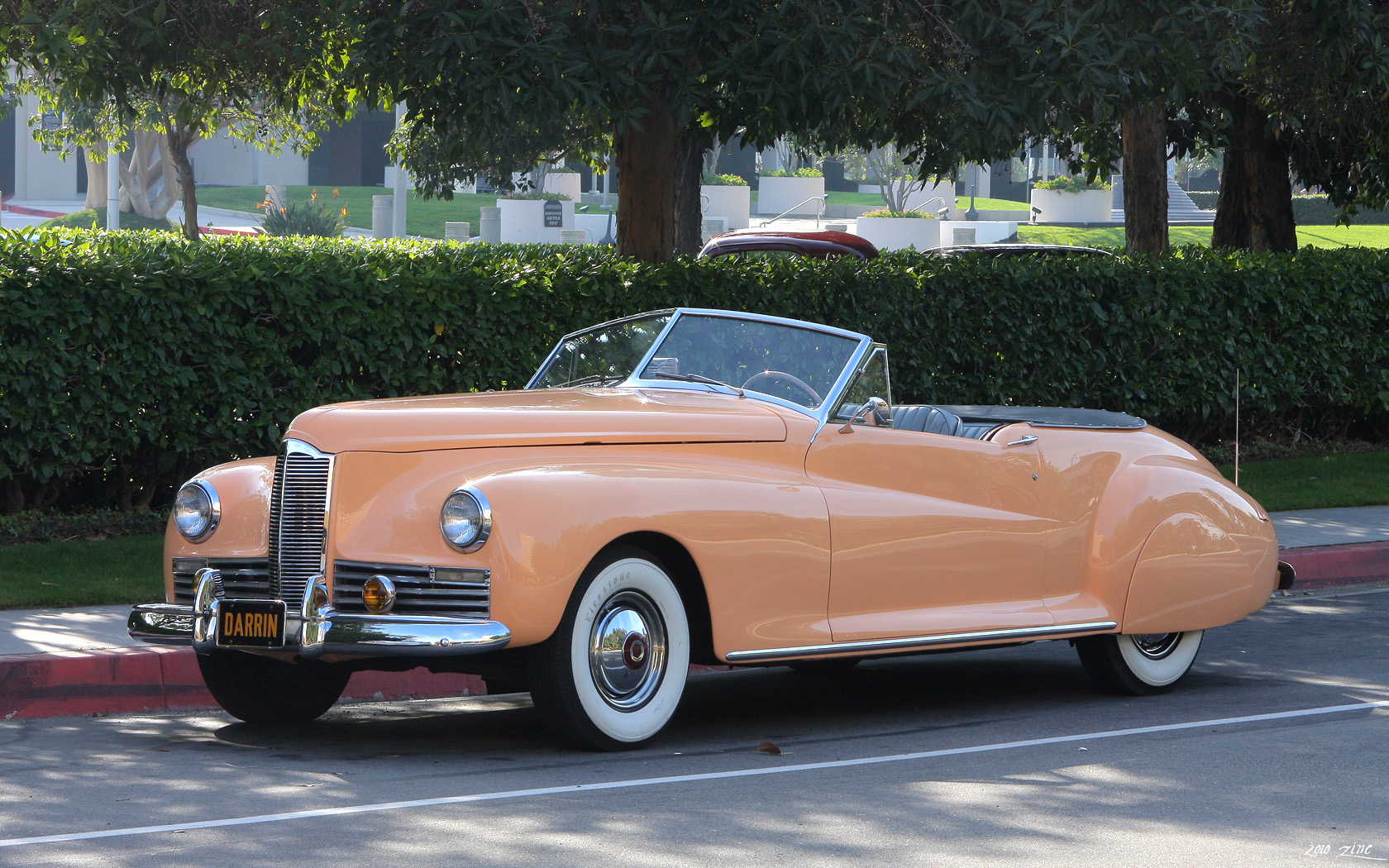
Packard Clipper Darrin Convertible (1941)
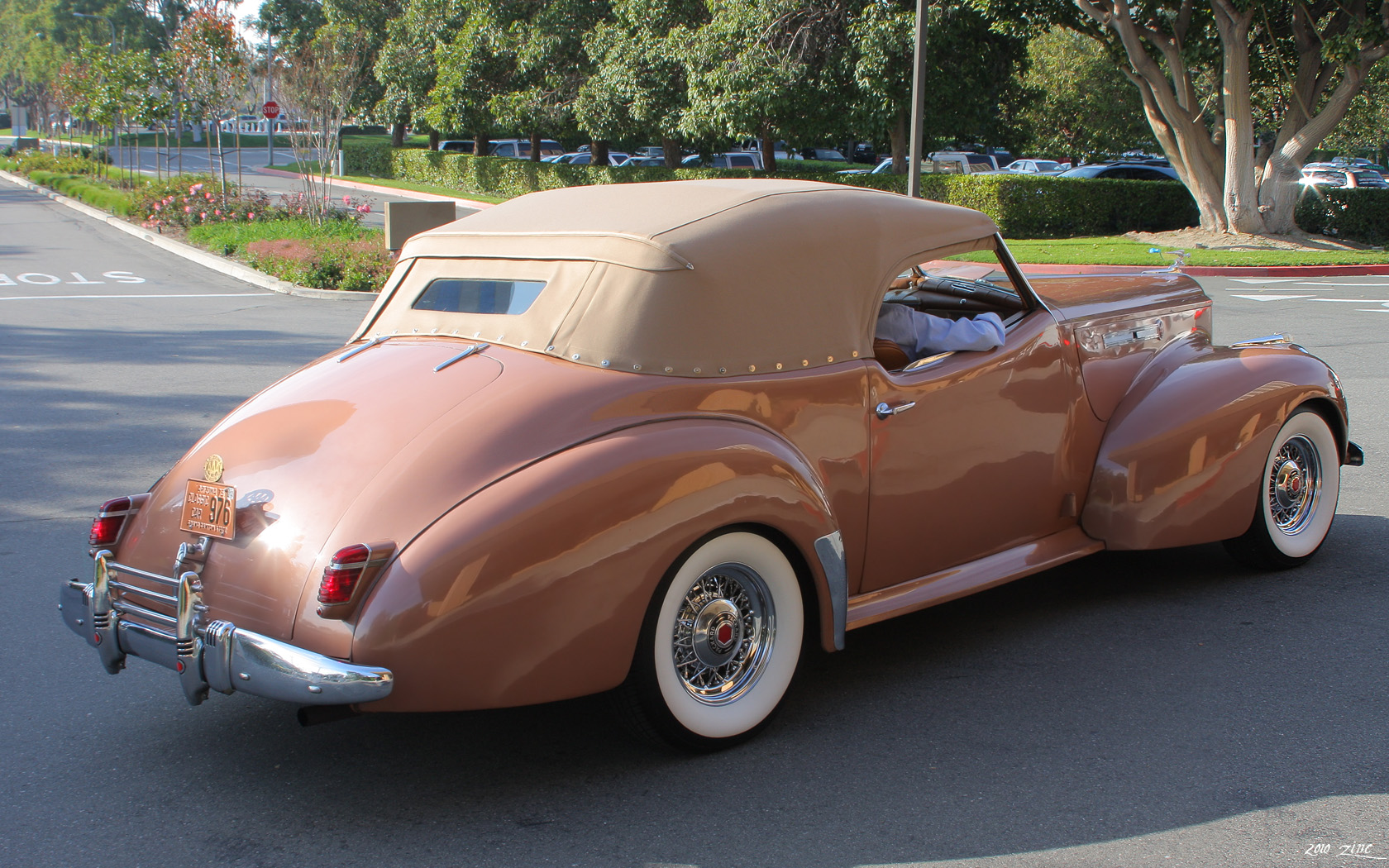
Packard Clipper Darrin coupé convertible (1942)

Les Packard Clipper sont produites entre 1941 et 1942, déclinées des chassie-moteur de Packard Eight 120 de 1935, à moteur 8 cylindres en ligne de 125 ch, avec des modèles Packard Clipper Six (119), Eight (120), Super Eight (160) et Custom Super Eight (180), et des carrosseries Touring Sedan, Club Sedan, Sportster... Elles sont entre autres concurrentes des Cadillac Série 61, Lincoln-Zephyr, Buick Roadmaster, et Chrysler New Yorker... L’entrée dans la Seconde Guerre mondiale des États-Unis à la suite de l'attaque de Pearl Harbor du 7 décembre 1941, stoppe la production des automobiles civiles des constructeurs américains, pour réorienter leurs chaines de production vers la fabrication intensive de matériel de guerre pour l'effort de guerre (et notamment de moteurs d'avion, navires, camions, et de chars de combat Liberty L-12, moteur Packard X-2775, Rolls-Royce Merlin..., pour avion de chasse North American P-51 Mustang, Supermarine Spitfire, Hawker Hurricane, Curtiss P-40 Warhawk...).

### Packard Clipper de 1946 à 1947
De 1946 à 1947 (à la fin de la Seconde Guerre mondiale), Packard relance avec succès sa production de voiture civile haut de gamme d'après-guerre, en rebaptisant et relookant toute sa gamme Packard Eight, Packard Super Eight 110, 120, 160, 180, en « Packard Clipper »  inspirée du Style « paquebot » streamline Art déco de la série Packard Clipper précédente d'avant guerre (avec ses Packard Clipper Six, Clipper Eight, Super Clipper Eight, Custom Super Clipper Eight...).

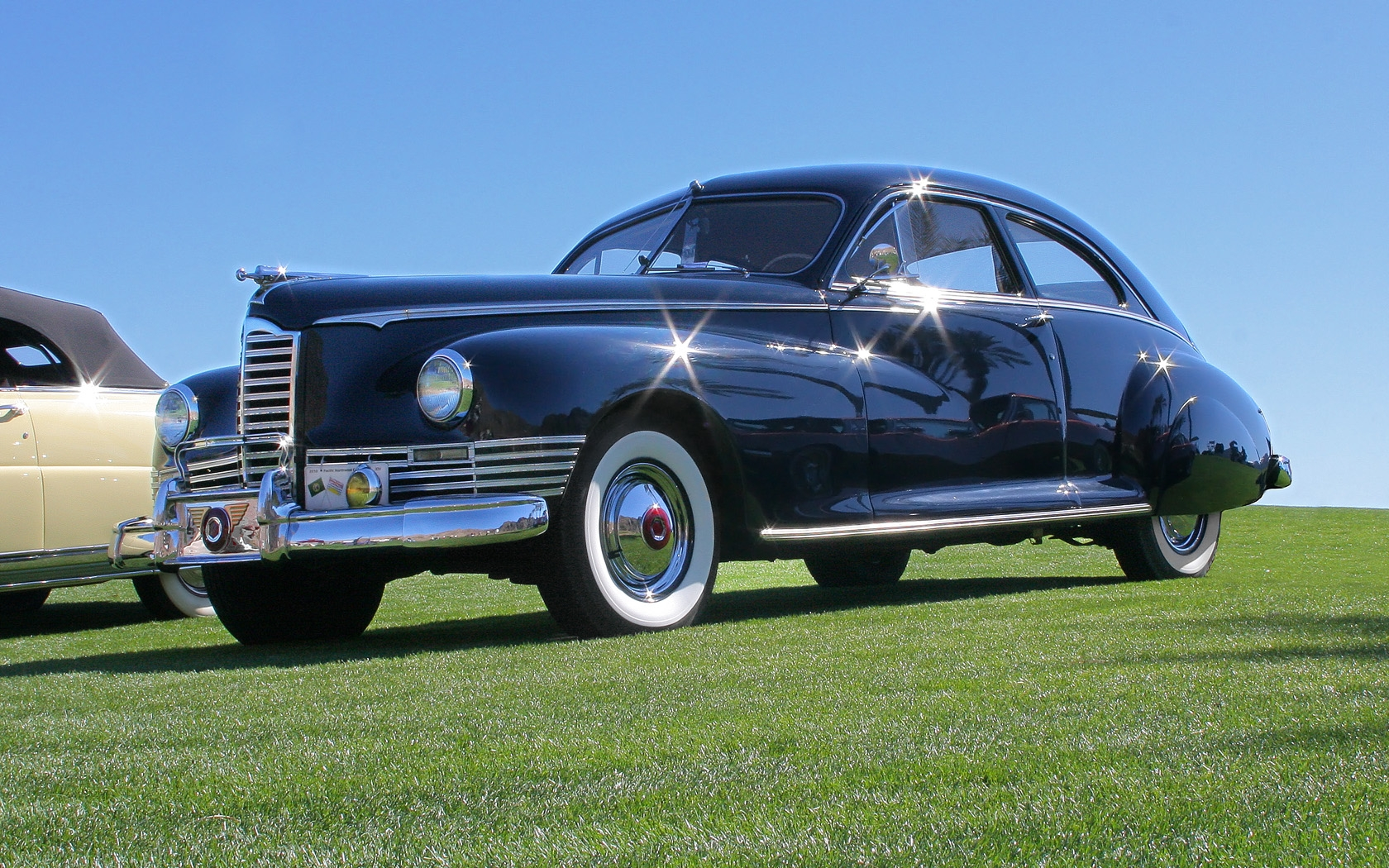
Packard Custom Super Clipper Club Sedan (1947)
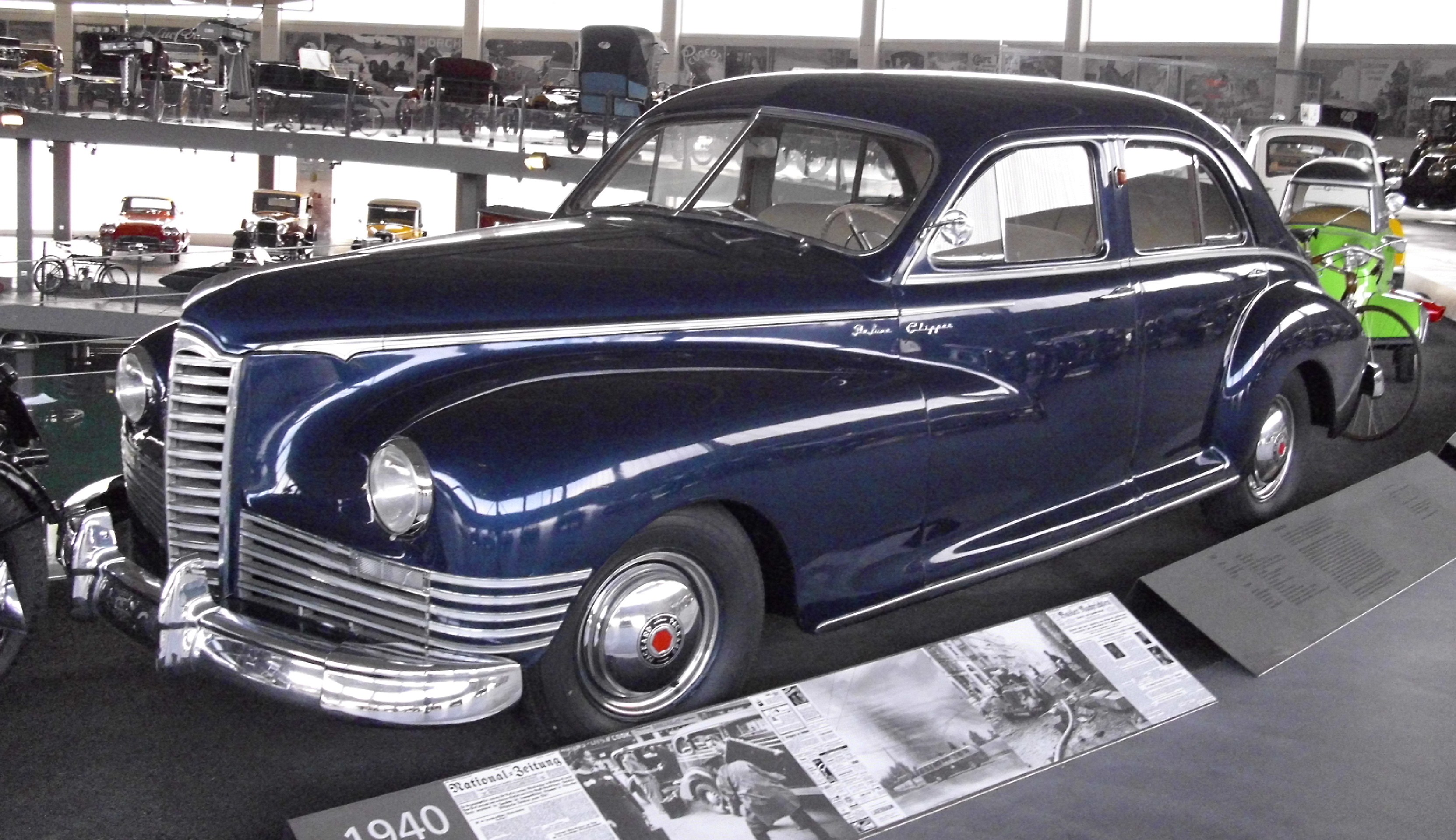
Packard Custom Super Clipper Eight Limousine (1946)
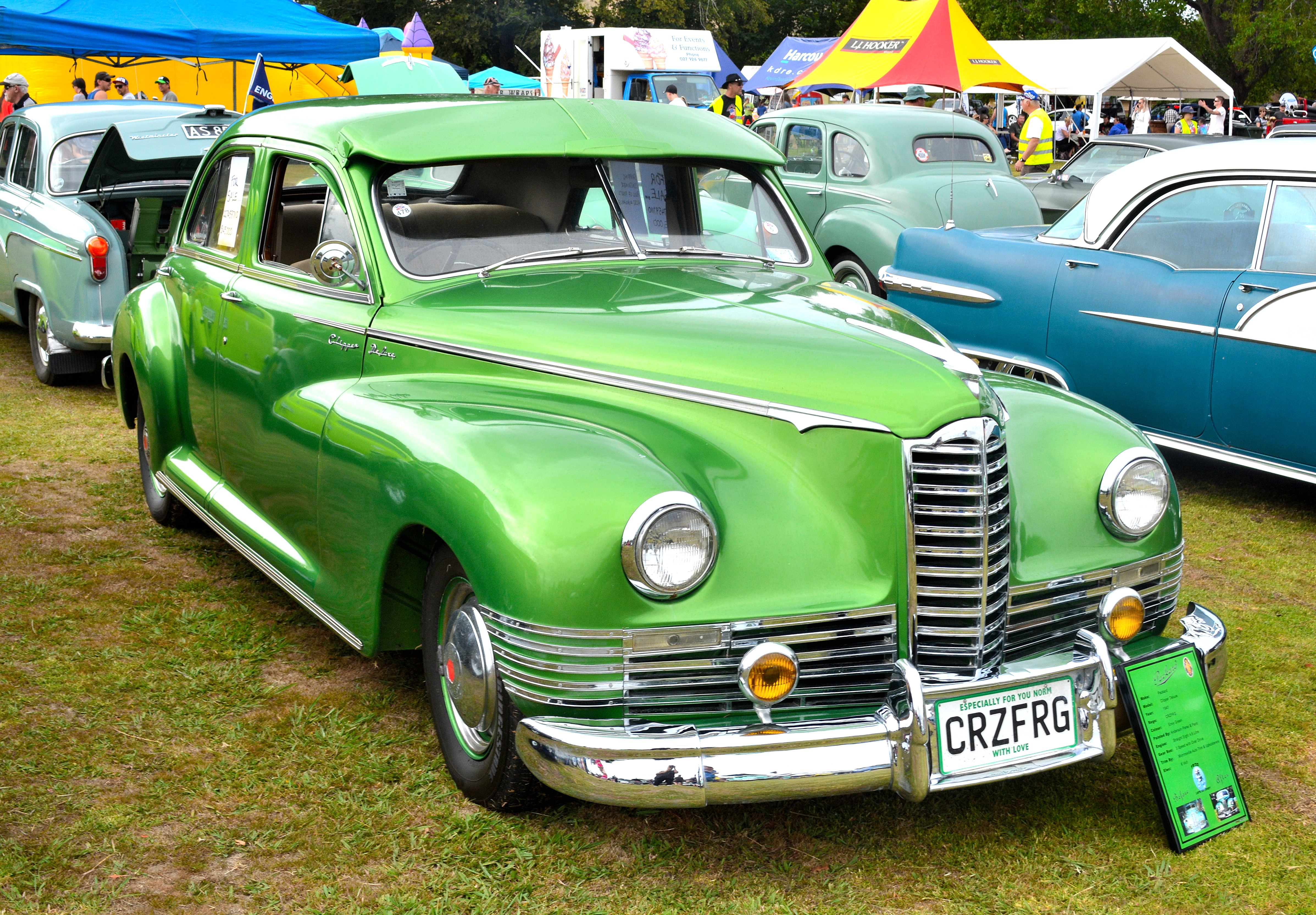
Packard Clipper (1947)
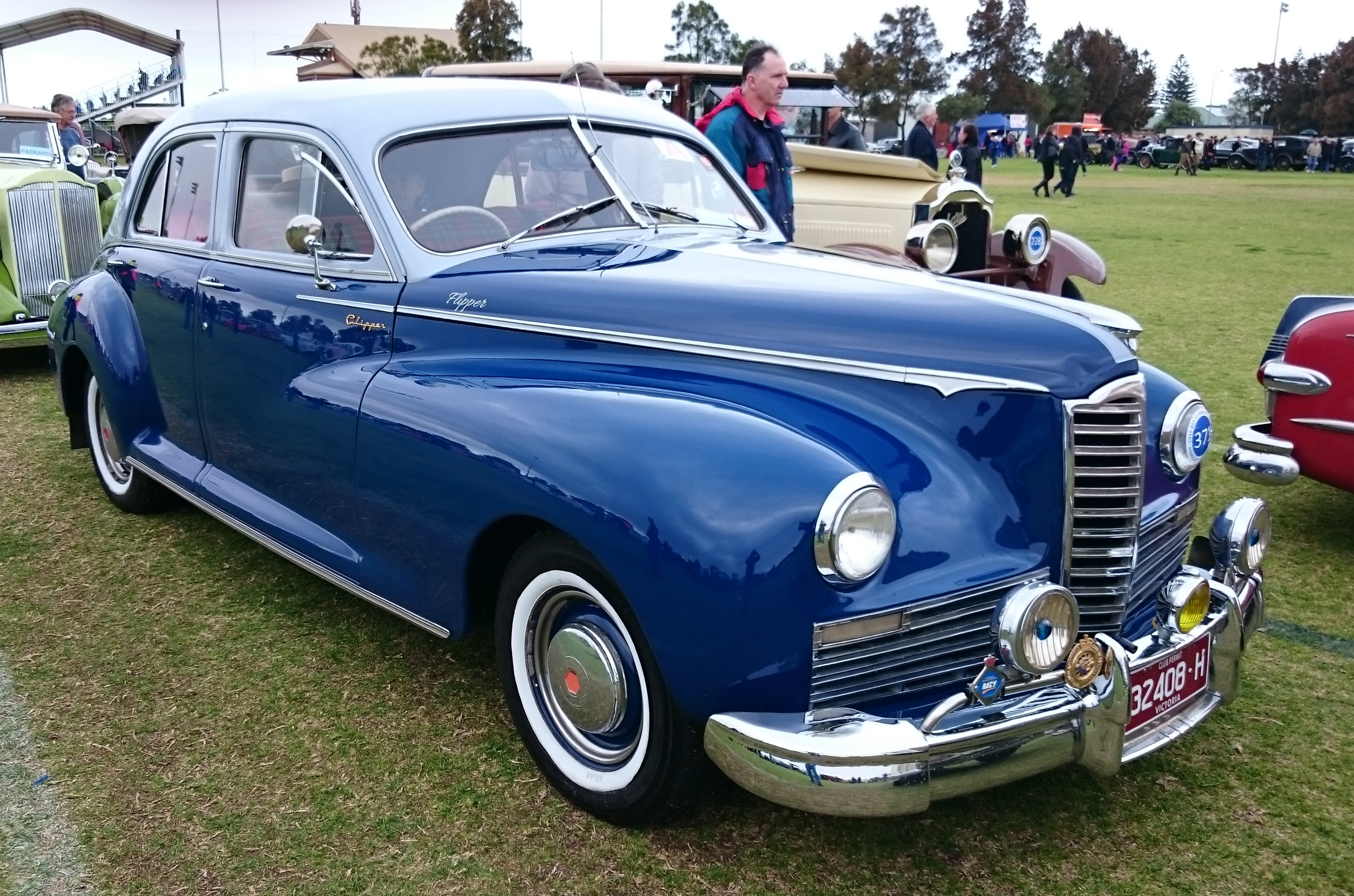
Packard Clipper Six Touring Sedan (1946)

### Packard Clipper de 1953 à 1957
Entre 1953 et 1956 Packard renomme ses Packard 200 et Packard 250 en « Packard Clipper ». Packard-Studebaker fusionnent en 1954 pour mettre leurs moyens industriels et commerciaux en commun. Ils déposent en 1955 la marque indépendante filiale distincte « Clipper » pour différencier leurs productions haut de gamme, et production de voiture de luxe (marque supprimée la même année à la suite de son échec industriel et commercial, graves difficultés financières, faillite de Packard-Studebaker, et fermeture de l'usine automobile Packard de Détroit (Michigan). 

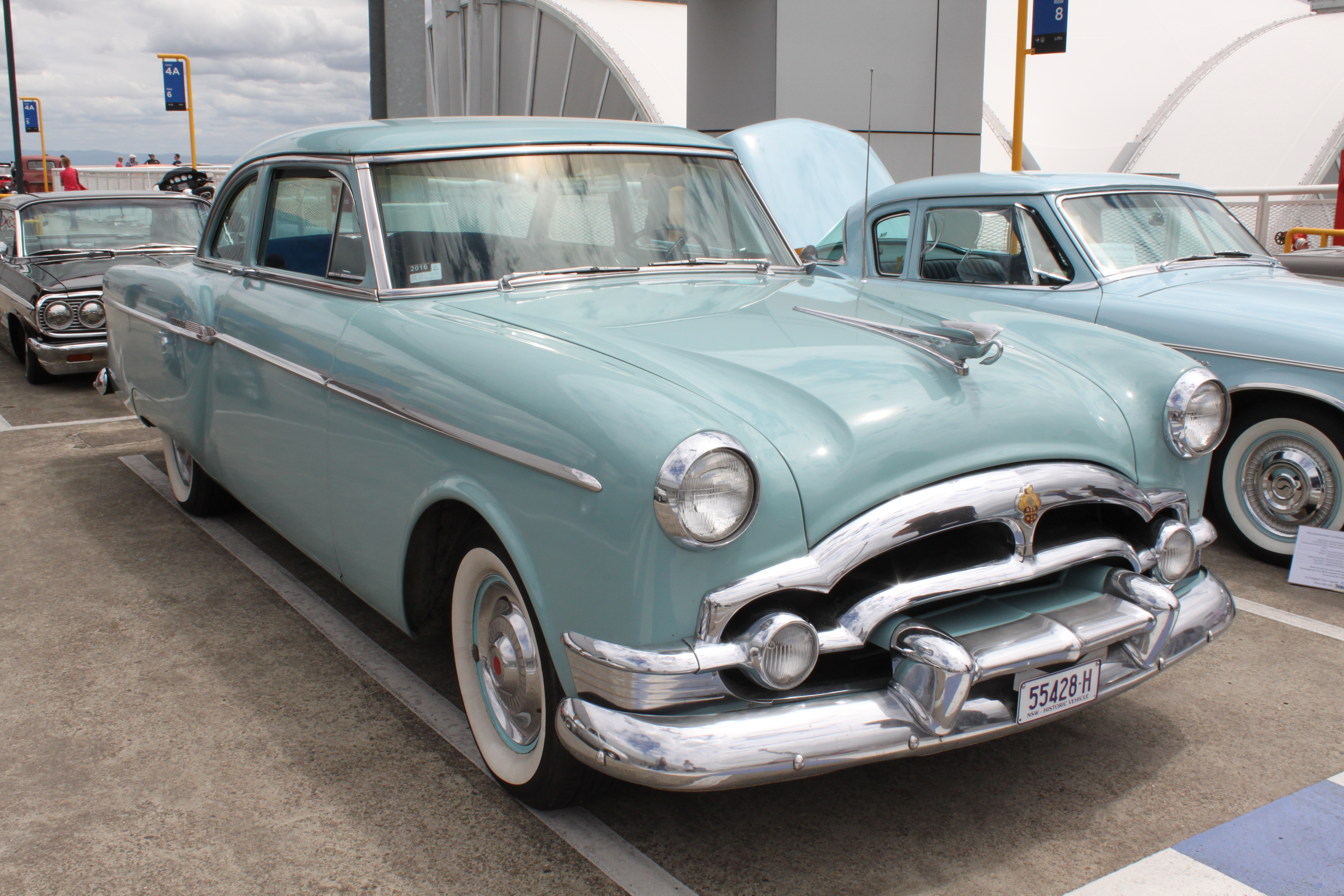
Packard Clipper Super 1954
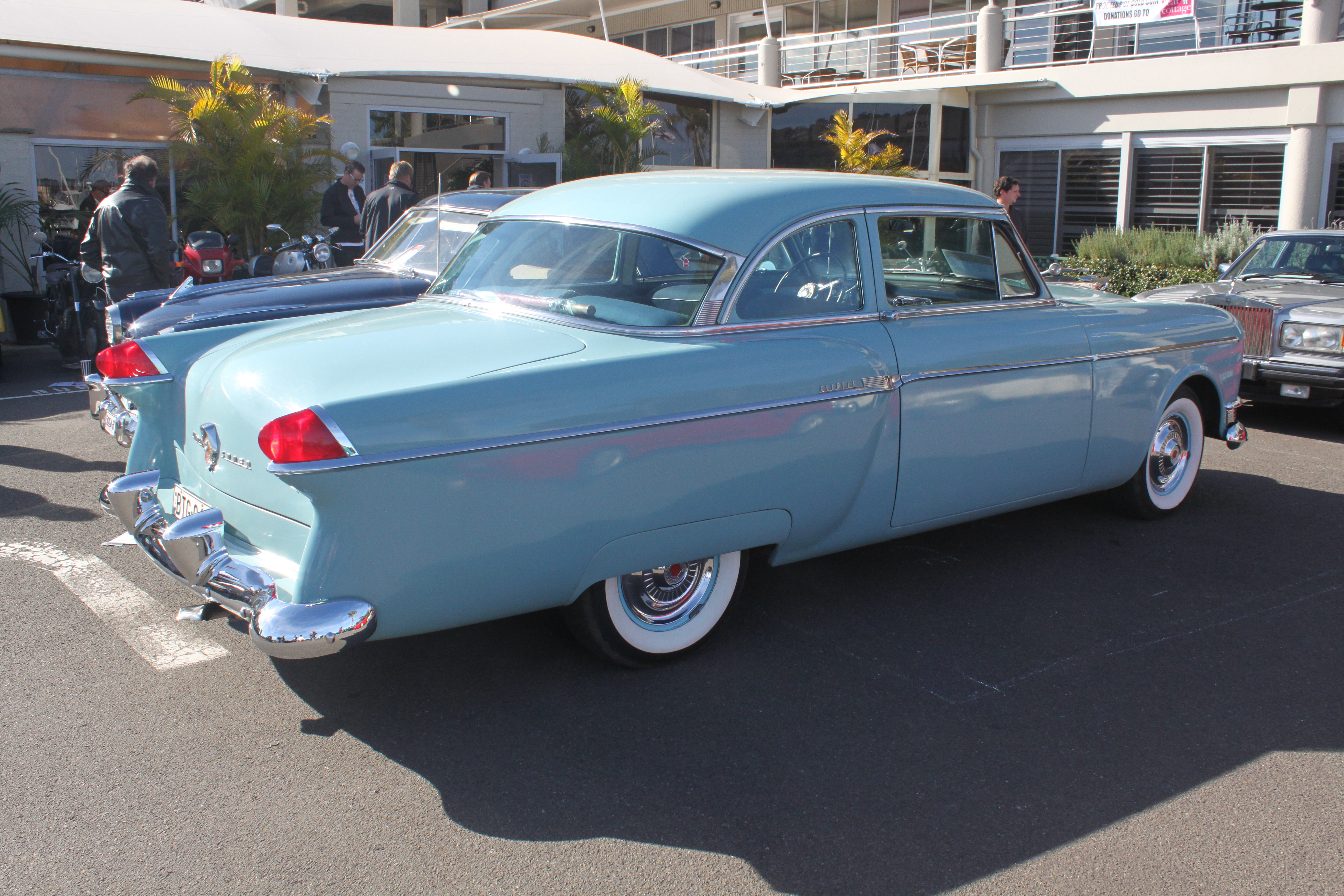
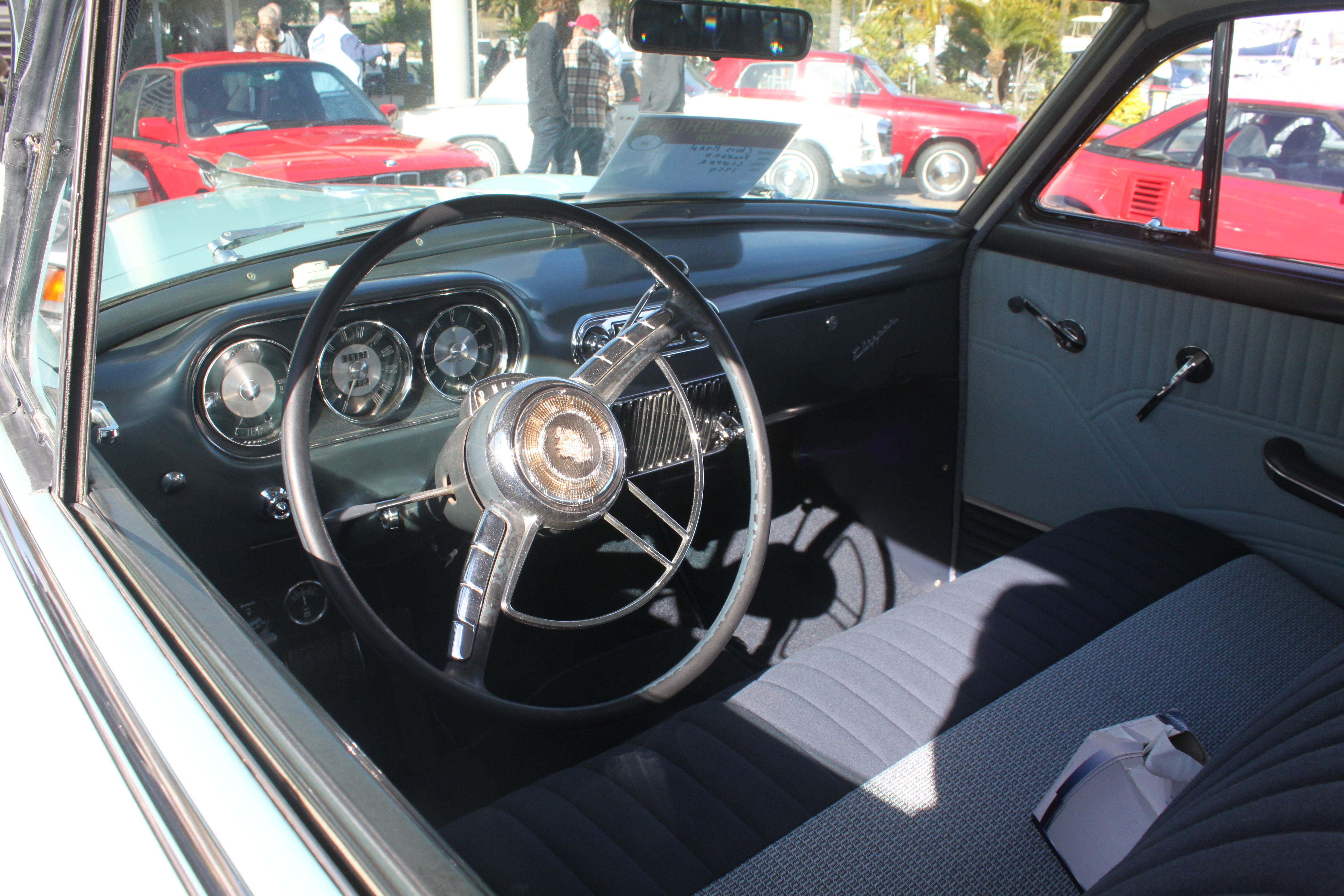

La faillite du groupe est repoussée un temps par une association entre 1956 et 1959 de Packard-Studebaker avec Curtiss-Wright Corporation (plus important constructeur d'avions américain de la fin de la Seconde Guerre mondiale). 

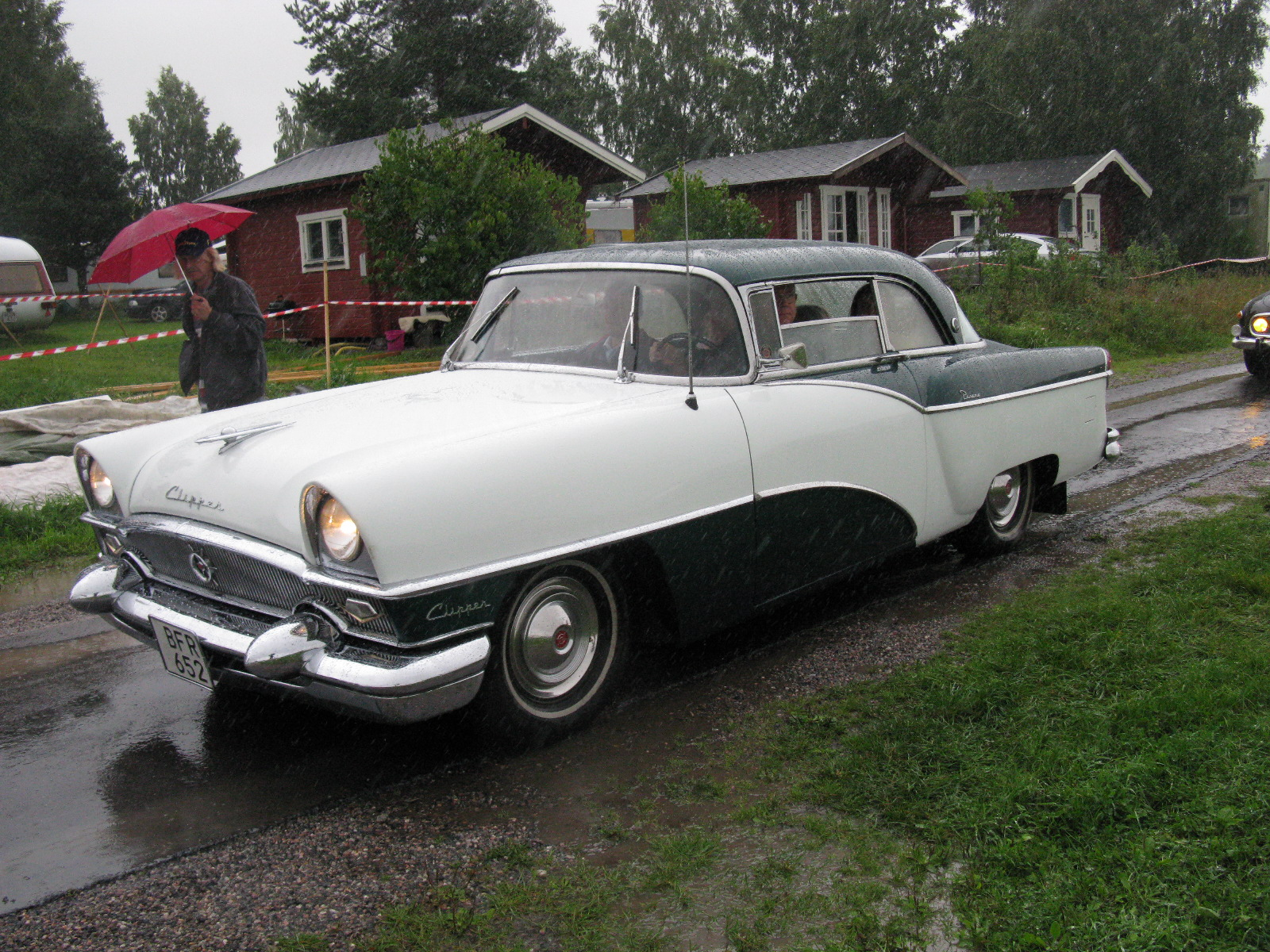
Packard Clipper Super Panama Hardtop (1955)
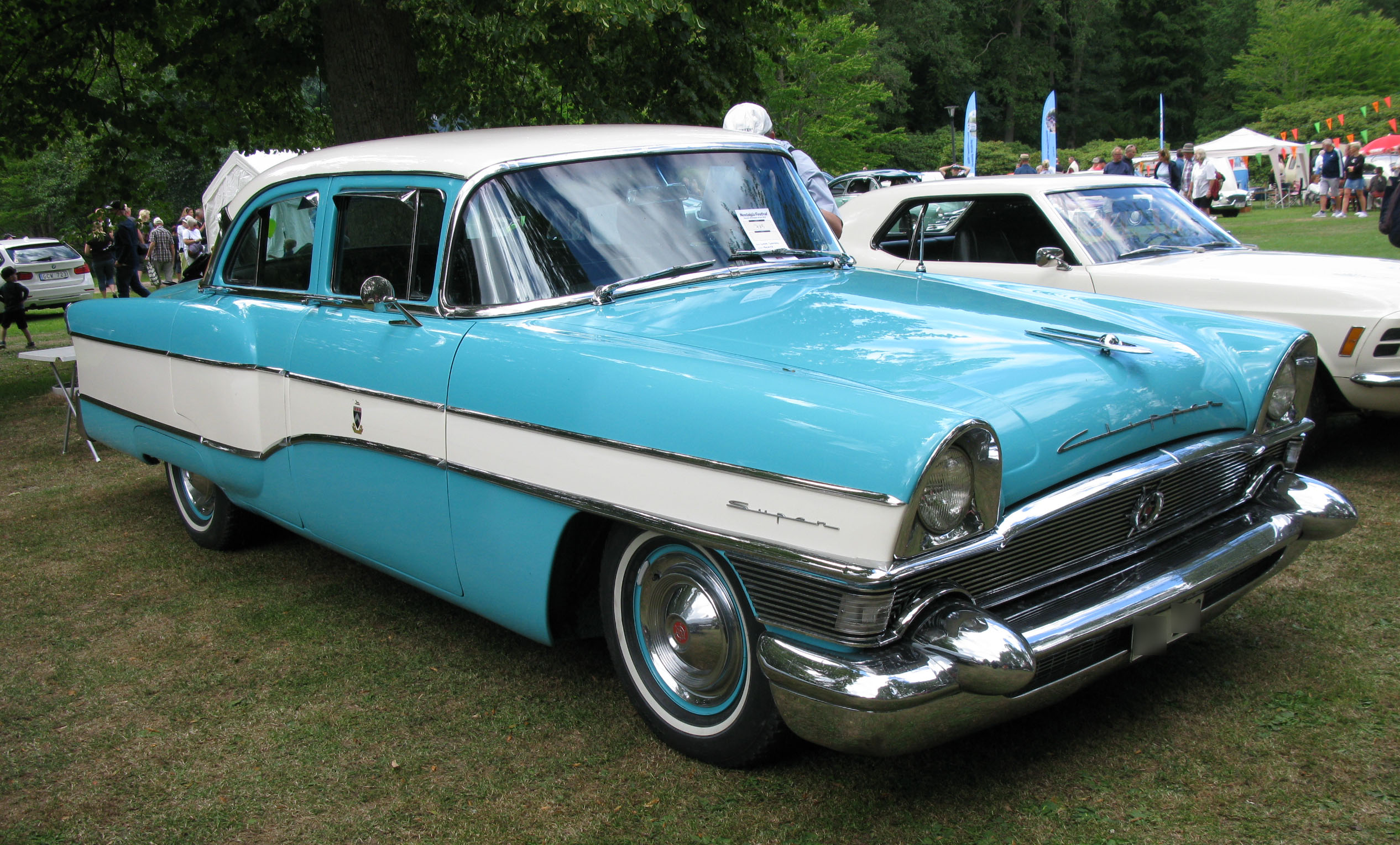
Clipper Super 1956
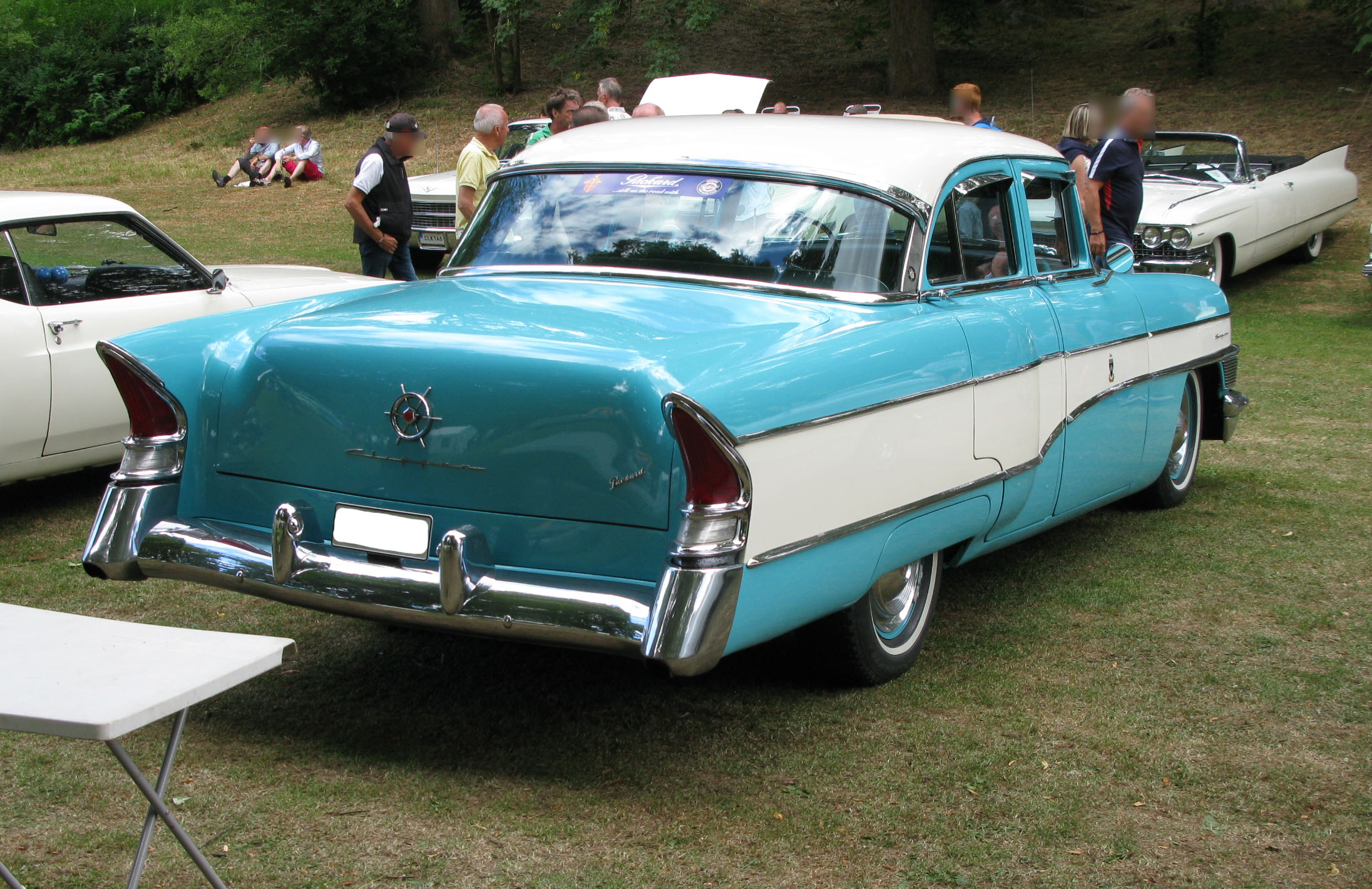
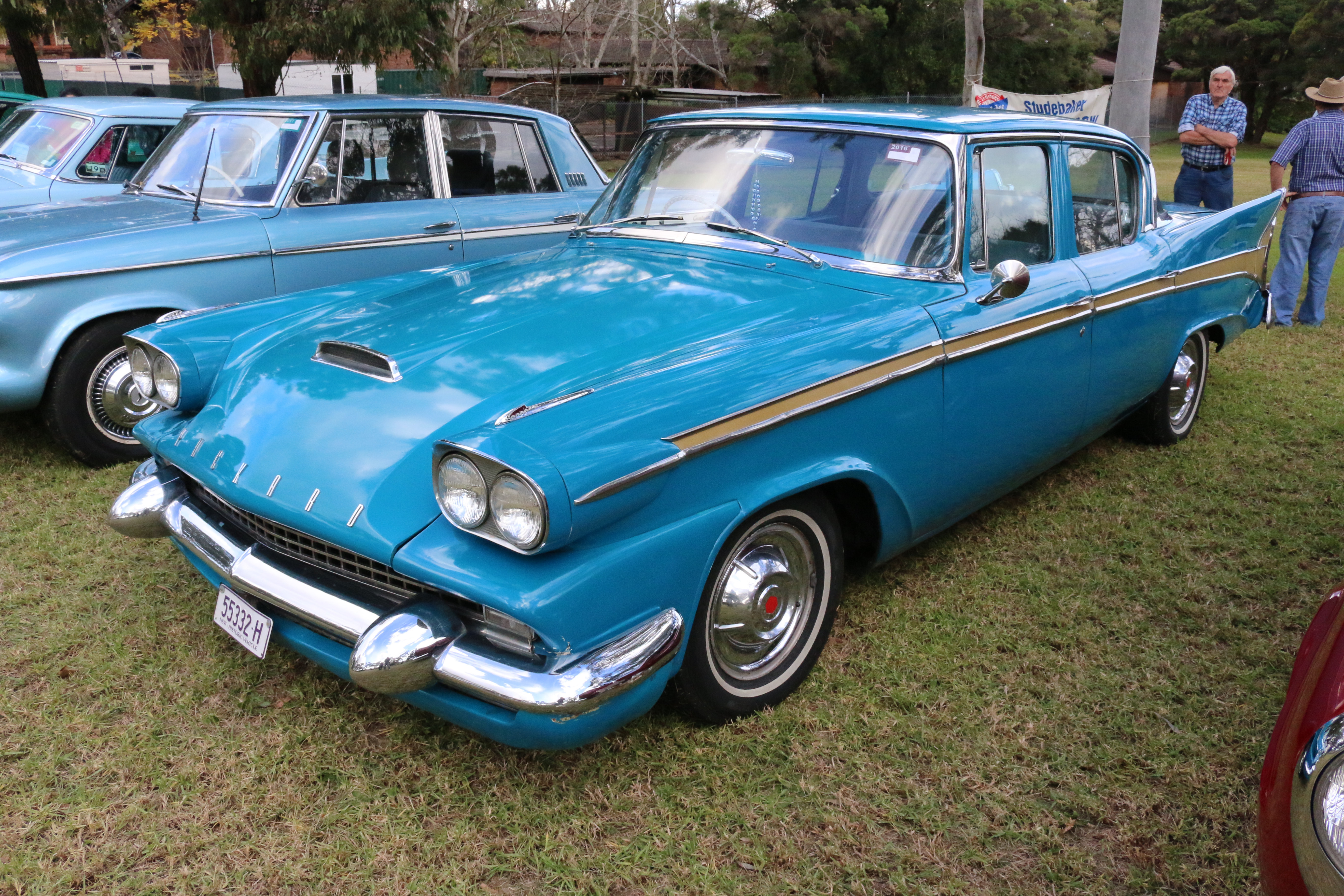
Packard Clipper (1958)
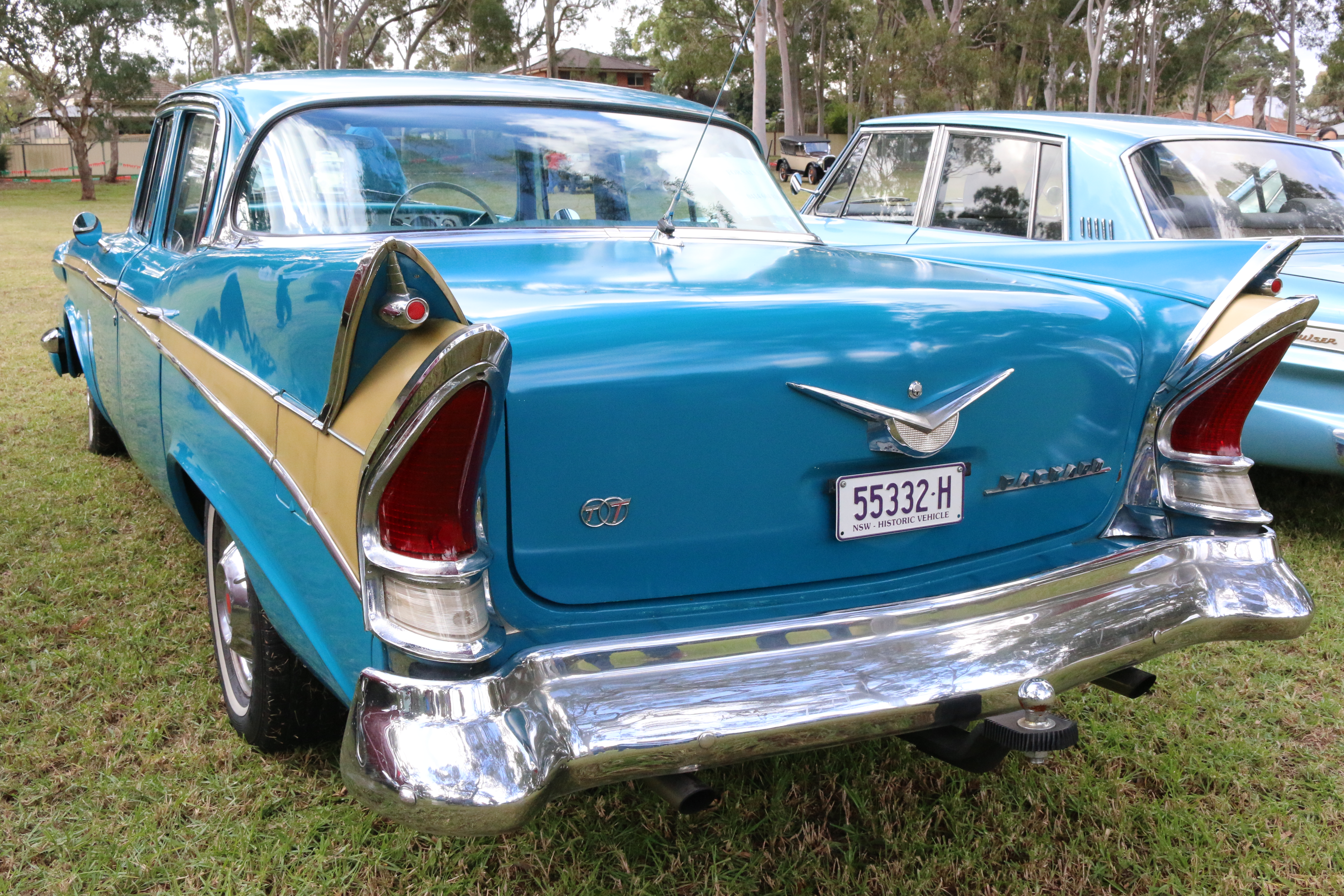

Une dernière série de Packard Clipper est fabriquée dans les usines Studebaker de South Bend (Indiana), jusqu’à faillite finale de Packard-Studebaker en 1958, des suites de la concurrence entre constructeurs automobiles américains.

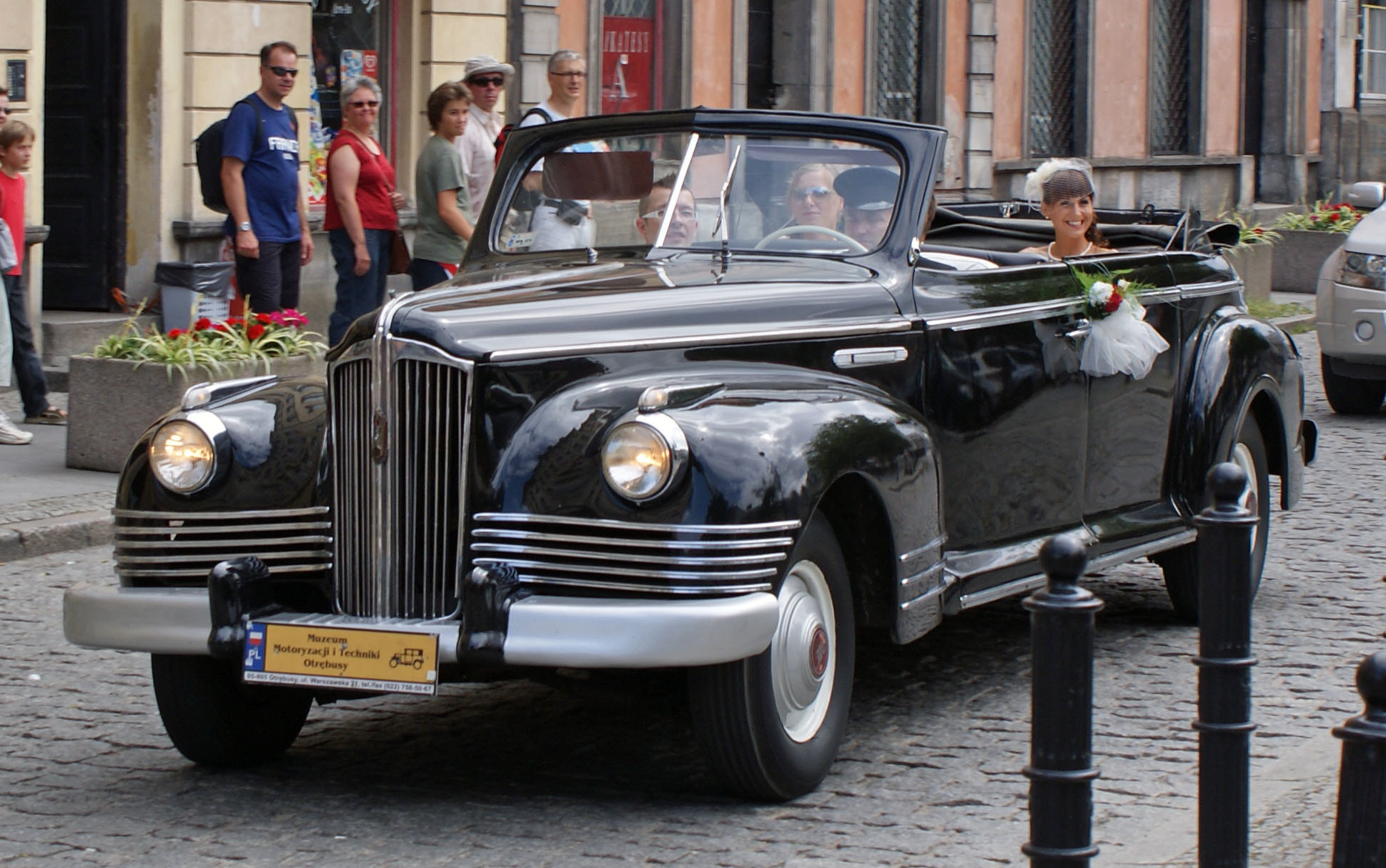
ZIS 110 cabriolet

## Variante russe ZIS 110
Entre 1946 et 1958 une limousine soviétique ZIS 110 est fabriquée à 2083 exemplaires à Moscou en Union soviétique, sur la base d'une Packard Clipper Super Eight dont l'ancienne chaîne de fabrication est rachetée par l'URSS en 1942 (Packard étant la marque d'automobile préférée du dirigeant de l'Union soviétique Joseph Staline).  